# هارشواردان رانه
هارشواردان رانه (به انگلیسی: Harshvardhan Rane) (زاده ۱۶ دسامبر ۱۹۸۳) بازیگر هندی است.
از فیلم‌هایی که وی در آن نقش داشته است می‌توان به جوخه، به عشق تو قسم می‌خورم، زره، دلبر زیبا، آنامیکا و شورش اشاره کرد.